# 西北航道

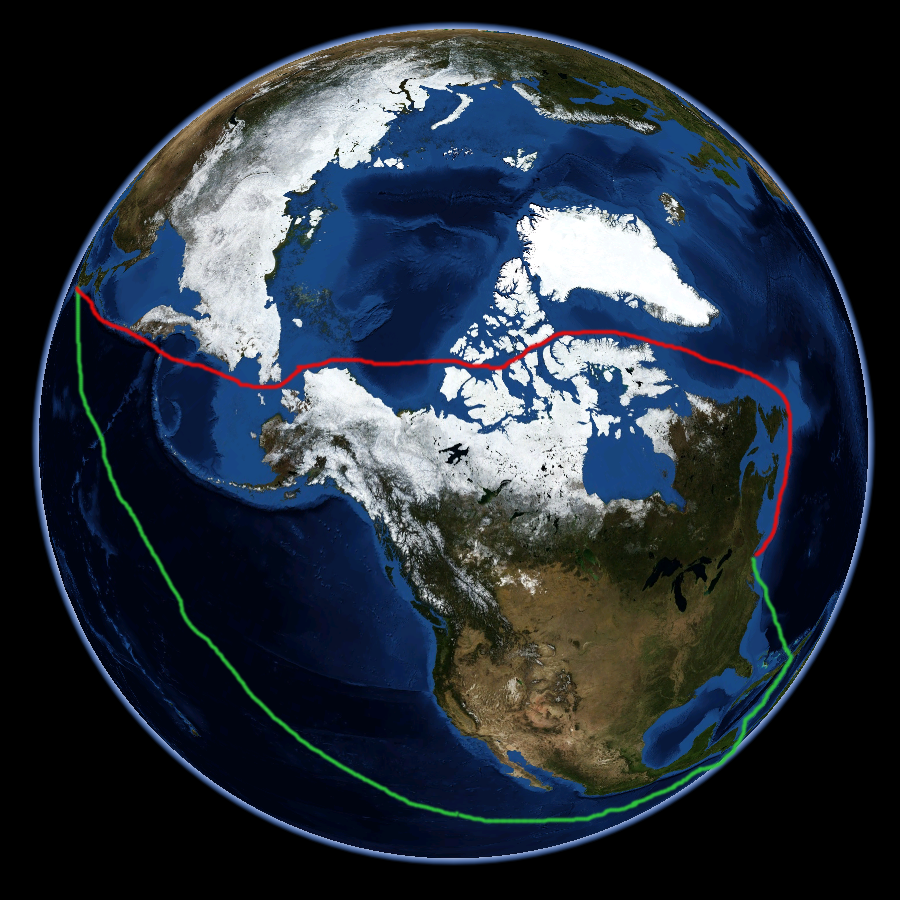
利用西北航道（紅線～14000 km）和巴拿馬運河（綠線～18200 km）往返紐約和東京的比較

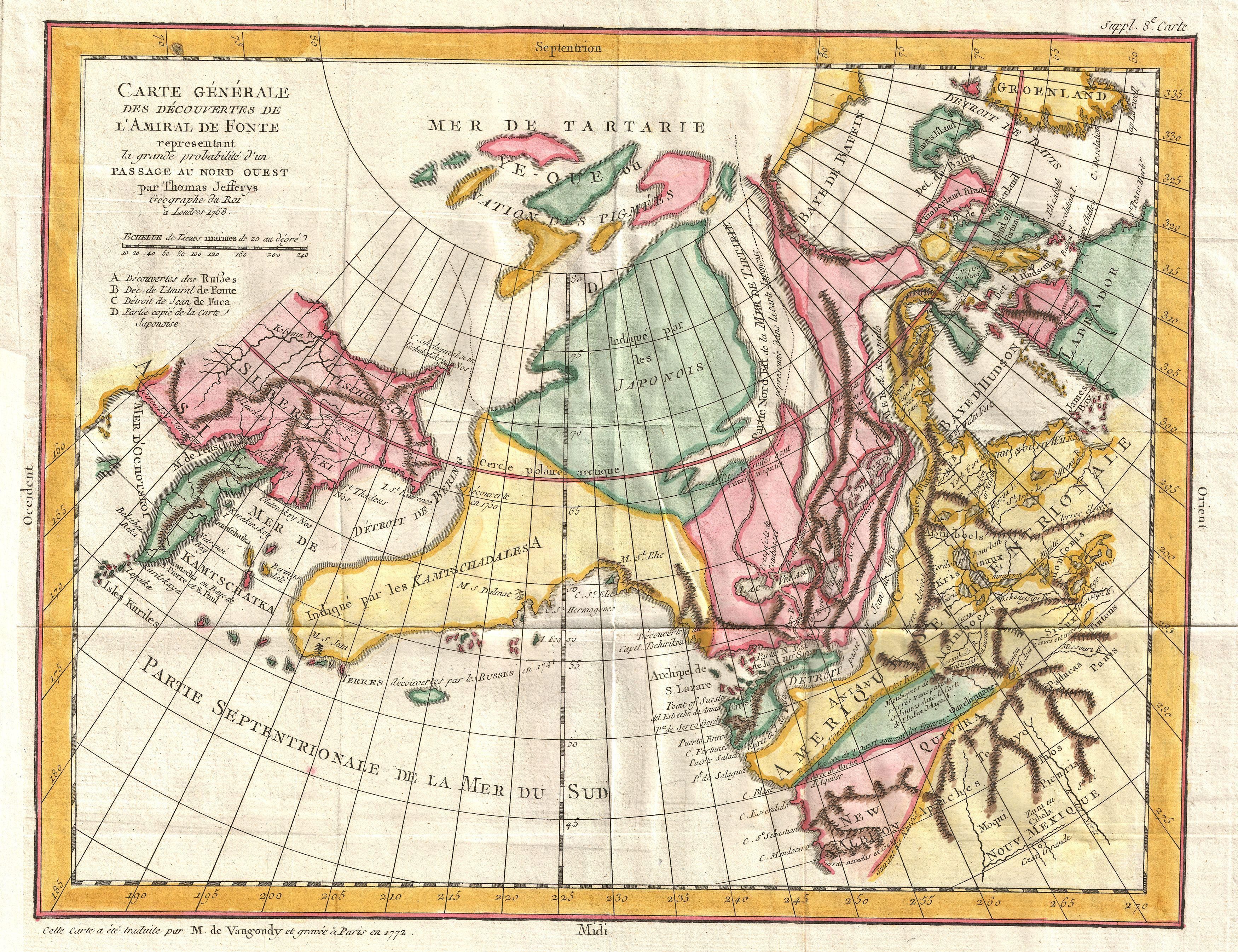
北美西北部與早期歐洲人想像中的西北航道（胡安·德·富卡海峡與通往巴芬灣與哈得遜灣的一系列河流與水道），1772年地圖

西北航道（英語：Northwest Passage），或譯西北水道，是一条穿越加拿大北极群岛，连接大西洋和太平洋的航道。
1845年，英國海軍派遣約翰·富蘭克林率領兩艘船探索西北航道。富蘭克林的船隻在1846年以後一直被海面結冰圍困，停留在威廉王島附近無法離開，最終全部隊員在此次探險中死亡。
1903年，挪威探險家罗尔德·亚孟森乘小船從大西洋進入西北航道，3年後到達阿拉斯加，成為第一個乘船通過整個西北航道的人。不過當時的西北航道對普通商船來說並不安全，經濟上也不可行。

## 全面開通
阻塞西北航道的結冰隨着近年全球暖化而加速融化，從1978年開始以衛星監察北極地區海冰的歐洲航天局在2007年9月發現西北航道的結冰已減少至可以容許船隻全面通航。與2005及2006年海冰最少時比較，2007年的海冰面積減少了約100萬平方公里。如果此情況持續，在全年的部份時間甚至是全部時間，若干往返大西洋與太平洋港口的海運路線將會改經西北航道，航程可縮短多達9000公里，對那些不能使用巴拿馬運河的巨型船隻來說，所縮短的航程更為巨大。

## 主權爭議
加拿大政府認為西北航道，特別是位於北極群島的海域是它的領海，故此它有權禁止其它國家的船隻航經那些水域。不過美國和歐盟等則認為西北航道是國際海峽，其它國家的船隻也有通過該水道的權利。

## 外部連結
- 冰封融化西北通道首次全面通航 （页面存档备份，存于）

1. ↑  .   [2012-05-20]. （原始内容存档于2012-04-12）.